# British North American Electric Telegraph Association
Die British North American Electric Telegraph Association (BNAETA), deutsch „Britische Nordamerikanische elektrische Telegrafengesellschaft“, war in der Mitte des 19. Jahrhunderts eine private Kapitalgesellschaft mit dem Geschäftsfeld Telekommunikation. Zweck war die Errichtung von Telegrafenlinien für die elektrische Telegrafie im Osten Kanadas.

## Geschichte
Während eines Aufenthalts in Québec gründete Frederic Gisborne (1824–1892) Ende 1847 dort zusammen mit anderen führenden Persönlichkeiten die BNAETA mit dem Ziel, ein Telegrafenkabel zwischen dem kanadischen Kernland und den östlich davon liegenden Seeprovinzen (englisch Maritimes) zu errichten. Er verließ die Montreal Telegraph Company (MTC), für die er zuvor gearbeitet hatte, um die Leitung der BNAETA anzutreten.
Im Winter des Jahres reiste er nach New Brunswick, um den dort verantwortlichen Regierungsmitgliedern die neue Technik der elektrischen Telegrafie zu erläutern, ihr Potenzial aufzuzeigen und für eine finanzielle Beteiligung am Bauvorhaben zu werben. Ziel war eine Leitung von Québec bis nach Halifax zu ziehen. Die Provinzregierung von New Brunswick lehnte den Plan jedoch ab und bevorzugte eine Verbindung von Kanada nach Boston und New York City.
Im März 1848 traf Gisborne in Nova Scotia ein. Im Gegensatz zu den Politikern in New Brunswick zeigte man sich hier von seinen Ausführungen stark beeindruckt und stimmte dem Bau einer Leitung von Halifax aus zu. Bedingung war, dass er die BNAETA verließe, um das Projekt vor Ort selbst zu leiten.